# IS (인피니트 스트라토스)
《IS〈인피니트 스트라토스〉》(일본어: IS〈インフィニット・ストラトス〉, 영어: Infinite Stratos)는 일본의 작가 유미즈루 이즈루가 쓰고 choco가 삽화를 담당한 라이트 노벨이다. MF문고 J(미디어 팩토리)에서 발매되며 대한민국에서는 익스트림 노벨(학산문화사)로 발매됐다.
원래 오키우라가 삽화를 담당했으나 지금의 choco가 삽화를 담당하게 됐다.

## 줄거리
여성밖에 반응하지 않는, 세계 최강의 병기 〈인피니트 스트라토스(Infinite Stratos - IS)〉.
예전의 병기로 결정된 각국의 군사력의 파워 밸런스가 무너져 남존여비가 바뀌고 10년만에 여존남비가 당연한게 된 세계, 주인공인 오리무라 이치카는, 자신이 신청한 아이에츠 고등학교의 입시 시험장을 착각하여 들어간 IS조종자 육성 학교 〈IS학원〉의 시험 회장에서, 남자인데도 IS를 기동하는데 성공하게 된다. 그 때문에 그는 IS 학원에 강제 입학하게 된다.
당연히 주위에 있는 반 친구, 선생님 등 관계자들은 모두 여자밖에 없는 이 IS학원에 입학하게 된 오리무라 이치카는 여학생들에게 관심을 받게 된다. 특히, 여학생들은 <전 세계에서 유일하게 IS를 사용할 수 있는 남자>라는 뉴스가 퍼지면서 IS 학원에 있는 재학생 모두 그를 아는 상황이다. 여러 가지 만남이 있는 오리무라 이치카의 다사다난한 일상이 시작된다.

## 등장인물

### 주요인물
오리무라 이치카 (織斑 一夏)
IS의 메인 주인공으로 중학교 시절대 고등학교 입학 시험중에 시험장을 헤매여서 IS기체가 반응하게 되어서 그것을 본 IS 관계자들 의해서 IS학원에 강제 입학하게 된다. 1학년 1반에 속하고 같은 반 호우키,세실리아,뒤누아,라우라하고 같은 반에 IS에 관한 고등학교 과정까지 공부하게 된다. 1년 선배이자 학생회장을 맡고 있는 암부가문 출신인 사라시키 타테나시에 의해서 학생회에 들어가게 되고 부회장까지 맡고 있다.
성격은 매사에 성실하고 긍정적이고 낙천적이며 지기를 아주 싫어하고 남자 성격 답게 다정한 성격이라서 여학생들에게 인기 캐릭터이다. 불의를 못 참고 주위 사람들이 불행에 처했을 때 먼저 앞장서는 편이다. 또한 가사일과 전신 마시지를 아주 잘하는 편이다. 다만 단점은 같이 다니는 여학생들 성격을 모르고 여자를 보는 눈이 없고 여자들이 자신을 호감하는 마음을 잘 헤아리지 못하는 등 눈치와 행동이 아주 제로에 가깝게 아주 둔감하다. 또한 어느 여학생들한테 매우 친절한 편이다. 이것 때문에 호우키,세실리아,링,샤르(샤를로트),라우라등 호감이 있는 여학생들끼리 트러블이 일어나는 원인을 제공한다.
전용기: 뱌쿠시키 제2형태 (근접용 타입 IS)
성우 - 우치야마 코우키
시노노노 호우키 (篠ノ之 箒)
이치카의 소꿉친구로 이치카와 같은 반이고 6년만에 이치카랑 재회를 맞았다. 처음에는 이치카와 같은 방을 썼지만 IS 관계자를 의해서 각방을 쓰게 되었다. IS계 천재 발명가인 시노노노 타바네의 동생이고 어렸을 때 그녀의 아버지 밑에서 이차카랑 같이 검도 수행을 한적이 있었다. 성격은 어릴때 검도를 하여인지 무술인 답게 강직하고 강한 마음을 지녔지만 반면 의의로 여성적인 여린 구석이 많다. 운동에서 단련된 몸이라 몸매가 아주 좋은 편이고 체격 또한 또래 여학생들보다 좋은 편이다. 검도 실력은 작년 검도대회에서 우승을 차지할 정도로 검도 실력이 높다. 이치카에게 때로는 쌀쌀맞게 굴때도 있고 여성다움 면모를 보일려고 하는 등 이치카 앞에서 매사에 솔직하지 못한 편이다. 또한 다른 여학생들이 이치카에게 접근을 하는 것에 겉으로 팔짱을 끼고 채면이 강한척과 태연한 척 하고 있지만 마음 속에는 이치카가 자신에게만 늘 관심 가져주기를 기대한다. 처음에 전용IS가 없었지만 언니인 타바네가 전용IS 아카츠바키를 만들어 주어서 엄연히 IS전용기 보유자가이다.
전용기: 아카츠바키 (근접용 타입 IS)
성우 - 히카사 요코
세실리아 올코트 (セシリア・オルコット, 영어: Cecilia Alcott)
영국 대표 후보생으로 이치카와 같은반이다. 세실리아는 출신이 영국 명문가 귀족의 딸이지만 몇 년 전 불의의 테러사건으로 부모를 잃었다. 부모의 유산과 재산은 고스란히 자신의 것으로 되어버렸다. 그걸 노리고 있는 사람들로 인해 그녀는 명예와 재산을 지키기 위해 IS학교를 입학하게 되었다. 여존남비 강한 세상에서 그녀의 어머니가 모든 전반의 집안을 이끌었는데 아버지는 그것에 가려 무능력자라서 몹시 싫어하였다. 성격은 명문가 귀족의 딸답게 명랑하고 콧대 높고 자존심이 매우 강한 편이고 조숙한 면이 있는데 고양이처럼 내숭쟁이기도 하다. 몸은 서양인임에도 호우키보다는 체격은 작지만 몸매 또한 호우키 못지 않게 좋은 편이다. 반 대표 선발 과정중에 여학생들은 이치카를 전원이 전부 만장일치로 반 대표 선출 과정중에 그것에 불만을 느끼고 이치카에게 결투를 신청하였다. 결투 과정에서 끝내 세실리아가 승리를 했는데 그녀 본인은 만족한 결과가 아니었다. 결투 과정에 이치카의 끈질긴 근성과 투지에 반해 결투 이후 반 대표를 이치카에게 물려주고 그 후 계속 이치카를 줄곧 연정을 품고 있다. 이치카 앞에서 표정관리를 엄청 잘하는 편이고 요리실력은 이치카가 간접적으로 꺼려할정도로 요리 실력은 꽝이다. IS 실력은 영국 대표 후보생 답게 별명은 '천공의 저격수'라고 불릴 정도로 저격을 잘하는 편이다.
전용기: 블루 티어즈 (원거리용 IS)
성우 - 유카나
황 링인 (ファン リンイン, 중국어: 凰 鈴音)
이치카의 두 번째 소꿉친구이자 중국 대표 후보생으로 이치카와는 다른반이다. 외견상 비교할 때 세실리아나 호우키보다 체구가 작다. 성격은 어린애 같은 성격이고 표정이 밟은 편이고 이치카를 놀려 먹는 것이 특징이다. 성미가 급한편이고 극단적인 행동으로 이치카를 곤욕을 치르게 시키기도 하였다. 그래도 이치카를 진심으로 많이 좋아하고 있고 배려심도 의외로 많다. 그녀의 부모님은 중화요리집을 경영한다. 어렸을 때 이치카 찾아와서 자주 탕수육을 해주기도 하였다. 지금은 부모 두분이 사이가 좋지 않았고 과거에는 약간 어두운 쪽이다. 반 대항전때 이치카랑 대결을 했으나 정체 모를 무등록 IS 기체 방해로 승부는 미루게 되어 결국 무승부로 종결되었는데 큰 불만이 없었다.
전용기: 시엔롱 (근거리 + 원거리 복합 IS)
성우 - 시모다 아사미
샤를로트 뒤누아 (シャルル・デュノア, 프랑스어: Charlotte Dunois)
샤를로트는 프랑스 대표 후보생이고 프랑스 IS기업 뒤누아사 경영위기에 처하자 다른 대표 후보생을 기술과 정보를 입수하려고 샤를로트를 IS학원으로 그녀의 정체를 숨기고 남자로 위장하여서 전학오게 되었다. 홀로 남자 한명이던 이치카의 고충을 해결할것 같아 이치카가 접근을 하였다. 그녀도 정체를 숨긴다고 하지만 같은 방으로 쓰게 되는 과정에서 이치카에게 자신의 정체를 들키고 만다. 결국은 이치카에게 자신의 정체과 목적을 숨김없이 다 털어놓는다. 자신은 정체를 들킨이상 본국으로 강제 소환되지만 이키차가 IC 국제법으로 "재학 동안 본인 의지 없이 본국 강제소환을 못하게 된다." 그 법을 이용하여 샤를로트의 본국 강제소환에 면하게 되었다. 그 계기로 이치카에게 호감이 생겨났다. 라우라와의 싸움에서 파트너 뛰다가 폭주하는 라우라를 저지하는데 이치카에게 많은 도움을 주었다. 성격은 매사에 밟은 표정이고 호우키,세실리아, 팡 링잉, 라우라보다 어른스럽고 눈치가 빠르고 분위기 파악하는데 있어 빠르고 낯선 환경에서도 빨리 적응을 잘 하고 생각이 깊고 냉철한 편이다. 애칭은 샤르이고 이키차게 그렇게 불러주는데 상당히 마음에 들어한다.
성우 - 하나자와 카나
전용기: 라팔 리바이브 커스텀 Ⅱ(원거리형 전용 IS)
라우라 보데비히(ラウラ・ボーデヴィッヒ, 독일어: Laura Bodewig)
샤를로트와 같은날 전학왔다. 이치카의 누나인 오리무라 치휴우에게 오점을 남겼다는 이유로 전학온날 이치카의 빰을 때렸다. 학년별 토너먼트에서 사용이 금지된 발키리 트레이스 시스템이 제멋대로 작동됐을 때 이치카가 구해줬다. 그 후 이치카에게 완전히 반해버렸다. 독일에서는 검은토끼부대의 대장이며 계급은 소령.
성우 - 이노우에 마리나
전용기: 슈바르체어 레겐 (근거리 + 원거리형 IS)
오리무라 치후유 (織斑 千冬)
오리무라 이치카의 친누나로 이치카의 담임이기도 하다. 한때 1세대 IS 제1회 대회에서 일본 대표로 출전하여 우승을 거두었고 제2회 때는 결승전이 올라갔는데 동생인 이치카 정체불명의 조직단체에게 납치 되었다는 소식을 듣고 결승전에 중도 포기를 하고 동생을 구하려 간적이 있었다. 그 후에 돌연 은퇴를 해서 결국은 IS학교의 교사로 일하게 되었다. 성격은 호랑이를 연상케 하는 날카로운 눈매와 굉장히 냉정하고 전형적인 터프한 누님 성격 캐릭터이다. 학교에서는 이치카에게 쌀쌀맞게 굴지만 둘 다 부모없이 자랐고 남동생인 이키차를 아주 끔찍히 생각하며 의외로 이치카를 잘 챙겨주고 늘 여자보는 눈없고 여자를 잘 모르는 부분에서나 외적인 부분에서도 상당히 걱정하고 있으며 부담임인 야마다 마야하고 자신의 고충을 토로하는등 인간적인면도 지니고 있다. 이차카 없을 때 호우키, 세실리아, 링잉, 샤를로트, 라우라 모아놓고 "남동생은 절대로 안 준다."는 발언과 학교 축제때 라우라가 메이드 카페를 제안 했을 때 "그 녀석이 그럴리가 없을텐데." 하고 아주 폭소를 터트리는 등의 의외의 모습도 보이고 있다.
IS실력은 나타나지 않았는데 라우라의 근접 무기 공격을 IS도 없이 맨손으로 아주 무거운 IS전용 일본도를 들고서 막아낼 정도로 엄청나게 대단한 실력자이다.
성우 - 토요구치 메구미
전용기: 쿠레자쿠라(근거리 + 원거리형 IS)
사라시키 타테나시 (更識 楯無)
IS학원 학생회장으로 학년은 2학년이고 이치카보다 1살 연상인 누나이다. 이치카에게 접근하지만 그 목적은 이치카 보호이며 사라시키 가문은 뒷공작을 하는 세력에 뒷 공작을하는 암부 가문으로 타테나시는 당주에게 주는 이름이다. 학원내에 부하로 노호토케 혼네와 우츠호가 있다. 실력은 라우라나 다른 IS 전용 보유자를 IS 착용없이 간단하게 제압할 정도로 IS학교 내에서 학생신분으로 최강임에 틀림 없다. 또한 이치카와의 내기에서 간단하게 이길정도로 무술 고수이기도 하다. 성격은 어른스러면서 때로는 어린애 같고 애로틱한 성격까지 종잡을 수 없는 캐릭터이고 상대를 미소와 부채가 도발을 하는 것이 그녀의 트레이드 마크이다. 또한 몸매도 흠잡을 때 없이 좋은 편이고 이치카를 놀려 먹는 것이 재미를 느끼고 가지고 노는 것이 특징이다.(이치카에게 호감이 전혀 없는 건 아닌듯하다.)
성우 - 사이토 치와
전용기: 미스테리어스 레이디(근접용 타입 전투 기체)

### 1반학생
노호토케 혼네 (布仏 本音)
성우 - 카도와키 마이
이치카를 오리무라고 부르며 이치카는 노호홍씨(のほほんさん)라고 부른다. 타테나시의 부하로 학생회에 있다. 행동이 느린걸로 언급된다.

### 그 외 반 학생
티나 해밀턴 (ティナ・ハミルトン, 영어: Tina Hamilton)
팡 링잉과 같은방이다.
마유즈미 카오루코 (黛 薫子)
신문부 소속으로 2학년이다.
노호토케 우츠호 (布仏 虚)
노호토케 혼네의 언니며 학생회 소속이고 타테나시의 부하다.

### 학원 관계자
야마다 마야 (黛 薫子)
이치카가 속한 반의 부담임으로 치후유를 대신하여 호우키,세실리아,샤를로트를 관리를 하는 실질적으로 담임 역할을 한다. 맞지 않는 옷과 어리숙한 표정이고 대중 공포증이 있다. 별명은 푸딩이고 키는 치후유보다 작은데 가슴은 치후유보다 크다. 과거에 한 때 일본 대표 후보생까지 올랐는데 결국 일본 대표로는 뽑히지 못했다. IS기체 타면 평상시에 어리숙한 모습과는 정반대 모습 보여주고 세실리아, 팡 링을 2:1로 싸워서 간단하게 제압할 정도로 IS 실력이 매우 뛰어나다.
성우 - 시타야 노리코
쿠츠와기 주조 (轡木 十蔵)
그의 부인이 학원장이지만 실질적인 운영을 한다.

### 학원외 인물
시노노노 타바네 (篠ノ之 束)
IS의 코어를 유일하게 만들수 있고 현재 잠적한 상태다. 시노노노 호우키의 언니며 오리무라 치후유와 알고있다. 사실상 IS를 처음으로 개발한 창시자이기도 하다.
성우 - 타무라 유카리
고탄다 단 (五反田 弾)
이치카의 친구로 팡 링잉과 아는 사이다. 이치카에게 학원제에 초대 받았을 때 노호토케 우츠호와 만났다.
고탄다 란 (五反田 蘭)
고탄다 단의 여동생으로 팡 링잉과 아는사이다. IS학원에 입학하기위한 준비를 하고있다. 이치카를 좋아한다.
나타샤 파이루스 (ナターシャ・ファイルス, 영어: Natasha Fairs)
3권에서 폭주한 IS 조종사다. 나중에 이치카에게 찾아와 키스를 해주며 이 때문에 호우키, 세실리아, 샤를로트, 라우라의 질투심을 일으킨다.
클라리사 하르포후 (クラリッサ・ハルフォーフ, 독일어: Clarissa Harfouch)
라우라 보데비히의 부관으로 계급은 대위이다. 라우라와 검은토끼부대원들에게 일본 만화책으로 공부한 잘못된 일본지식을 알려준다.

### 망국 기업
이 기업은 잘 알려지지 않는 기업으로 어둠의 조직인 동시에 IS무장 테러 단체이다. 그들이 목적은 IS 전용기 탈취, IS 보유자 척살 및 암살과 IS로 세계를 장악하려고는 검은 야욕을 가지고 있다.
오텀 (オータム, Autumn)
오텀에 대해서는 잘 알려지지 않았는데 어둠의 조직인 동시에 테러단체소속이다. 이치카에게 IS관련기업에서 나온걸로 위장해 접근했지만 실패하자 직접 IS로 이치카와 싸워서 이치카의IS를 뺐는데 성공했지만 타테나시에게 저지당한다. 그 뒤 도망치다가 라우라 보데비히와 세실리아 올코트에게 잡힐뻔하지만 스콜이 구해준다.
스콜 (スコール・ミューゼル, Squall Meusel)

오리무라 마도카 (織斑 マドカ)
처음에는 M이라는 이름으로 나온다. 6권에서 경기중에 습격한다. 그 뒤 이치카앞에 나타나 자기 소개를 한다.

## 단행본
일본에서는 미디어 팩토리를 통해 발매되고 있으며, 대한민국에서는 학산문화사가, 중화민국에서는 선단출판이 각각 번역·발매하고 있다.
- 제1권
  - 일본 - ISBN 978-4-8401-2788-2(2009년 5월 31일)
  - 대한민국 - ISBN 978-89-258-5458-8(2010년 11월 7일)
- 제2권
  - 일본 - ISBN 978-4-8401-2870-4(2009년 8월 31일)
  - 대한민국 - ISBN 978-89-258-5460-1(2010년 11월 7일)
- 제3권
  - 일본 - ISBN 978-4-8401-3086-8(2009년 12월 31일)
  - 대한민국 - ISBN 978-89-258-5461-8(2010년 12월 7일)
- 제4권
  - 일본 - ISBN 978-4-8401-3179-7(2010년 3월 31일)
  - 대한민국 - ISBN 978-89-258-5462-5(2011년 2월 10일)
- 제5권
  - 일본 - ISBN 978-4-8401-3428-6(2010년 6월 31일)
  - 대한민국 - (2011년 4월 17일)
- 제6권
  - 일본 - ISBN 978-4-8401-3516-0(2010년 12월 31일)
  - 대한민국 - (2011년 3월 17일)
- 제7권
  - 일본 -

## 코믹스
- 1권
  - 일본 -
  - 대한민국 - ISBN (2011년 12월 23일)
- 2권
  - 일본 -
  - 대한민국 - ISBN (2012년 5월 12일)

## 애니메이션
2011년 1월부터 TBS, BS-TBS 등의 방송사를 통해 방영되고 있다. 대한민국에서는 애니플러스를 통해서 한일 동시방영으로 '15세 이상 시청가' 등급판정 하에 심야시간에 방송하고 있다.

### 제작진
- 원작: 유미즈루 이즈루
- 캐릭터 원안: okiura
- 감독: 키쿠치 야스히토
- 시리즈 구성·각본: 시모 후미히코
- 캐릭터 디자인· 총 작화감독: 쿠라시마 토모야스
- 메카닉 디자인: 타카쿠라 타케시
- CGI 애니메이션 감독: 이노모토 에이지
- 미술감독: 요시하라 슌이치로
- 미술 설정: 시오자와 요시노리
- 색채 설계: 나카야마 쿠미코
- 촬영감독: 아라하타 카즈야
- 편집: 키무라 카시코
- 음향감독: 미마 마사후미, 나카지마 토시히코
- 음악: 나나세 히카루
- 음악 제작: 란티스
- 애니메이션 제작: 에이트 비트

### 주제가
오프닝 테마 "STRAIGHT JET"
작사 - 쿠리바야시 미나미 / 작·편곡 - 키쿠타 다이스케
노래 - 쿠리바야시 미나미
엔딩 테마 "SUPER∞STREAM"
작사 - 코다마 사오리 / 작·편곡 - 야마구치 아키히코
시노노노 호우키 (성우: 히카사 요코)
세실리아 올코트 (성우: 유카나)
팡 링인 (성우: 시모다 아사미)
샤를로트 뒤누아 (성우: 하나자와 카나)
라우라 보데비히 (성우: 이노우에 마리나)
사라시키 칸자시 (성우: 미모리 스즈코) (제9화~)

### 방영 목록 (1기)
부제의 풀이는 애니플러스의 표기를 따른다.
| 화수   | 부제 (원제/풀이)                                                      | 각본              | 그림 콘티       | 연출              | 작화감독                        | 총 작화감독       |
| ------ | --------------------------------------------------------------------- | ----------------- | --------------- | ----------------- | ------------------------------- | ----------------- |
| 제1화  | クラスメイトは全員女 (클래스메이트는 모두 여자)                       | 시모 후미히코     | 키쿠치 야스히토 | 마츠다 키요시     | 오구라 노리코 (레이아웃)        | 쿠라시마 토모야스 |
| 제2화  | クラス代表決定戦! (학급 대표 결정전!)                                 | 시모 후미히코     | 이와이 코지     | 이와이 코지       | 카와사키 아이카                 | 쿠라시마 토모야스 |
| 제3화  | 転校生はセカンド幼なじみ (전학생은 두 번째 소꿉친구)                  | 시모 후미히코     | 하야시 나오타카 | 하야시 나오타카   | 스기무라 토모카즈               | 쿠라시마 토모야스 |
| 제4화  | 決戦!クラス対抗戦（リーグマッチ） (결전! 학급 대항전)                 | 시모 후미히코     | 키쿠치 야스히토 | 요시자와 슌이치   | 이카리 타카시                   | 쿠라시마 토모야스 |
| 제5화  | ボーイ・ミーツ・ボーイ (Boy meets boy)                                | 시모 후미히코     | 마츠다 키요시   | 마츠다 키요시     | 하시모토 타카요시 (레이아웃)    | 쿠라시마 토모야스 |
| 제6화  | ルームメイトはブロンド貴公子（ジェントル） (룸메이트는 금발의 귀공자) | 시모 후미히코     | 야마모토 유스케 | 요네다 미츠히로   | 마치다 신이치                   | 쿠라시마 토모야스 |
| 제7화  | ブルー・デイズ / レッド・スイッチ (블루 데이즈 레드 스위치)           | 호죠 치나츠       | 이와이 코지     | 야마다 히로카즈   | 오자키 마사유키                 | 쿠라시마 토모야스 |
| 제8화  | ファインド・アウト・マイ・マインド (파인드 아웃 마이 마인드)          | 토미오카 아츠히로 | 후쿠다 미치오   | 요시자와 슌이치   | 마츠다 히로시 타카노리 요코     | 쿠라시마 토모야스 |
| 제9화  | 海に着いたら十一時!（オーシャンズ・イレブン） (오션즈 일레븐)         | 시모 후미히코     | 요네다 미츠히로 | 오노 카즈토시     | 사사키 타카히로 츠카다 히로노리 | 쿠라시마 토모야스 |
| 제10화 | その境界線の上に立ち（シン・レッド・ライン） (신 레드 라인)           | 호죠 치나츠       | 마츠다 키요시   | 카와무라 토모유키 | 오구라 노리코                   | 쿠라시마 토모야스 |
| 제11화 | (겟 레디)                                                             |                   |                 |                   |                                 |                   |
| 제12화 | (너의 이름은)                                                         |                   |                 |                   |                                 |                   |

## OVA (1기)
'13화-사랑에 애타는 6중주'가 인피니트 스트라토스 1기의 유일한 OVA이다.
배경은 여름방학, 이치카의 집이다.